# هیجاس کاستوری
هیجاس کاستوری (انگلیسی: Hijjas Kasturi) شرکت ساخت‌وساز مالزیایی است، که در سال ۱۹۷۷ تأسیس شد.